# RYTHEM
RYTHEM（リズム）は、日本の女性2人組音楽デュオ。2002年結成。所属レコード会社は解散前後ともにソニー・ミュージックエンタテインメントで、レーベルはソニー・ミュージックレーベルズ内のソニー・ミュージックアソシエイテッドレコーズ。
2011年に解散したが、2021年5月21日に公式YouTubeチャンネルで再結成を発表。公式ファンクラブに相当するものとして有料会員制のオンラインコミュニティー「リズムの森」を運営している。キャッチフレーズは「RYTHEMのゆいゆかとファンのみなさまが集う遊び場」。

## 概要
ソニー・ミュージックエンタテインメント社内プレゼンテーションライブ「Sony Music Audition」で4thシングルでもある『一人旅シャラルラン』を歌って合格し、2003年5月21日にリリースしたシングル『ハルモニア』でデビュー。同曲はアニメのタイアップに起用され話題となったことで、新人にもかかわらず7万枚を超える好調なセールスを記録した。
かつての所属芸能事務所はDESSE communications。かつての公式ファンクラブは「JollyJam」。
アーティスト名の「RYTHEM」は高校時代6人組のバンド（高校の軽音楽部の部員で結成されたコピーバンド）で、ほどなく解散したが、そのメンバーに内緒でRYTHEMの名を使ってオーディションを受けた。ただし、元メンバーからRYTHEMの名を使用する承諾は得ていると言っている。スペル（綴り）が『RHYTHM（英）』ではなく『RYTHEM』である理由は、アーティスト名を書く際にフランス語のRYTHMEのつもりでスペルを間違えて、そのまま通してきたため。
2010年10月24日のustreamの生放送で、2011年2月27日のZeppTokyoでのライブをもって解散することを発表し、解散。
解散のきっかけはYUIからYUKAへの働きかけで、理由としては、2人は「RYTHEMとして私たちが表現出来る到達点を迎えた」と当時語っているが、2023年5月のライブでは「RYTHEMというお仕事の場所が“ゆいゆか”の友情という面では違う形になってしまったこと」、20周年記念アルバムでは「様々な要因で本来目指していたRYTHEMの姿でいられなくなったこと」などが語られている。
その間それぞれソロ活動等を行っていたが、YUIからYUKAへの働きかけにより再結成の相談がなされたあと、2021年3月17日、RYTHEMのTwitter、Instagram、YouTubeチャンネルが開設された。 また、突如開設されたSNSアカウントでは「拝啓 地球のみなさまへRYTHEMです。5/21 21:00～YouTube生配信にてみなさまに大切なお知らせがあります。ぜひお集まり下さい」と投稿されていた。
2021年5月21日の公式YouTube生配信で再結成を発表。公式YouTubeは、「楽しさを運ぶ幸せのリズム便」として、ノーカット・ノーマイクで様々な楽曲をハモって、RYTHEMの２人が、歌う楽しさをお届けする、というふれこみで定期的にアップし続けている。
2022年5月21日のYouTubeチャンネルの生配信では、「20周年記念アルバムの発売」及び、2023年5月21日にZeppDiversityTokyoにて「RYTHEM デビュー20周年記念ライブ開催」を公表。
2023年5月21日のライブでは、2024年のライブ開催についても発表された。
株式会社パラレルキングダムでYUKAのソロ名義であるyucat、YUIのソロ名義である新津由衣（NeatsYui）のプロモーションやCD製作・販売を担当しているほか、RYTHEMのオリジナルグッズを製作・販売している。なお、2023年5月のライブに関連するオリジナルグッズは、販売元はパラレルキングダムであるが、在庫責任は株式会社リズムにあることがライブにて明かされている。

### 結成のきっかけ・エピソード等
- 2人は中学生の時に演劇部のオーディションで出会う。高校生の時にカラオケで歌っている際、誰にも語ったことがなかった「歌手になりたい!」という夢で意気投合したのが結成のきっかけで、高校時代はクラスも同じ、しかも席も隣同士という仲良しぶりで、自他共に親友をも超えた存在と認めている。

- RYTHEMの大多数の曲は作詞者・作曲者共に二人の名義になっている。ただし、3rdシングルの『ブルースカイ・ブルー』（作詞:なかにし礼、作曲:宮川泰）と、9thシングルのカップリング曲『M』（作詞:富田京子、作曲:奥居香）は作詞・作曲は手がけていない。また3rdシングルカップリング『女友達』は作曲のみRYTHEMが手がけた（作詞:なかにし礼）。ただ、8thシングル『20粒のココロ』や2ndアルバム『夢現ファクトリー』に収録された新曲では、主にYUIが単独で作詞・作曲もしくは作曲を手がける曲が増えた。シングル『桜唄』では非企画物のシングルとしては初めて作詞・作曲共に「新津由衣」と表記された。3rdアルバム『23』では『あかりのありか』を除くとすべての楽曲が単独制作名義になっている（主にYUIが制作を担当）。

- 「Enjoy Your Time!」をテーマとしている。

- 全国的に植樹ライブも行っていた。これは全国の幼稚園や学校、テーマパークなどを巡り、草花を植える手伝いをしてライブも行うという企画。

- 携帯サイト「魔法のiらんど」で“RYTHEMのキレイなお姉さんは好きですか〜”を連載していた。

- 2006年から、企画イベントライブ「RYTHEM presents〜Acoustic PoP〜」開始。2007年6月16日から、全国のショッピングモールに、学校の長期休暇やほとんどの土日を利用して、10000人との握手を目指すインストアライブを行っていた。その際、CDを購入した全ての人と握手をして、サインとシリアルナンバーの入ったカードを手渡ししていた。これまでに全国100カ所以上を回り、最終に、ラゾーナ川崎プラザの「ありがとう!1万人大感謝祭」で念願の10000人を達成した[要出典]。

- ネット配信限定曲『Bitter & Sweet』（後に、アルバム『23』に収録されている）は2007年11月17日（土）の18:00から配信されたが、これは、品川ステラボールで行われた初のホールワンマンライブ「RYTHEM「LOVE LIVE」@品川ステラボール」の開場に合わせたためである。

- キマグレンとは日本テレビ「スッキリ！」内で紹介されお互いの存在を知り、ラジオ局（NACK5）で出会い、YUIから元々コラボしようと温めていた楽曲「Love Call」をコラボレーションしてほしいと依頼し、実現した。

- 初期の「夢・希望・友情・幻想」をテーマとした曲を2人共同名義で書いていた時と比べ、シングル『桜唄』（YUIが制作）の頃から自らの恋愛、失恋体験・日々の女性の日常生活に対する心情をテーマにする作品が増えている。しかし、YUIは「RYTHEMの使命は『夢現』を作ること」と述べ、今後もRYTHEMらしさを大切にしている姿勢を見せている。

- 「RYTHEMのEnjoy Your Time!」内のコーナー、「あなたのために歌います♪」で『車輪の下』と『あいのことば』の演奏中に、YUIのイヤホンが片方外れてしまうというハプニングが起き、のちに笑い話となっている。このハプニングについては、DVD「夢現ムービー」でも見ることが出来る。
- 二人の最終オーディションは乃木坂にある、ソニーのスタジオで行われた。
- 高校時代は溝の口でよく遊んでいて、二人で一緒に南武線で帰っていた（「20粒のココロ」PVにも南武線が登場する）。
- マネージャーである小澤は二人に「おざ兄」と言われ、彼の誕生日にプレゼントを贈ったりパーティーを開くなど慕われている。
- ワンマンライブのオーラスには、ファンと一緒に「三日月ラプソディー」を歌うのがお約束となっている。

## メンバー
- YUI
  - 1985年8月17日（39歳）[1]
  - 神奈川県川崎市出身
  - ボーカル、ピアノ、キーボード、プログラミング、マトリョミン、ギター、タンバリン、作詞、作曲、編曲
- YUKA
  - 1985年4月3日（40歳）[1]
  - 神奈川県川崎市出身
  - ボーカル、ギター、電子オルガン、タンバリン、作詞、作曲

## ディスコグラフィ

### シングル
|      | 発売日         | タイトル                                            | 規格   | 規格品番                       | オリコン | 初収録アルバム   |
| ---- | -------------- | --------------------------------------------------- | ------ | ------------------------------ | -------- | ---------------- |
| 1st  | 2003年5月21日  | ハルモニア                                          | CD     | AICL-1423（レーベルゲートCD）  | 29位     | ウタタネ         |
| 1st  | 2004年6月21日  | ハルモニア                                          | CD     | AICL-1559（レーベルゲートCD2） | 29位     | ウタタネ         |
| 1st  | 2004年6月21日  | ハルモニア                                          | CD     | AICL-1673                      | 29位     | ウタタネ         |
| 2nd  | 2003年8月6日   | てんきゅっ（ニューサマー便）/小麦色のラブソング     | CD     | AICL-1447（レーベルゲートCD）  | 74位     | ウタタネ         |
| 2nd  | 2004年7月7日   | てんきゅっ（ニューサマー便）/小麦色のラブソング     | CD     | AICL-1578（レーベルゲートCD2） | 74位     | ウタタネ         |
| 2nd  | 2004年7月7日   | てんきゅっ（ニューサマー便）/小麦色のラブソング     | CD     | AICL-1677                      | 74位     | ウタタネ         |
| 3rd  | 2003年11月19日 | ブルースカイ・ブルー                                | CD     | AICL-1496（レーベルゲートCD2） | 94位     | ウタタネ         |
| 3rd  | 2003年11月19日 | ブルースカイ・ブルー                                | CD     | AICL-1681                      | 94位     | ウタタネ         |
| 4th  | 2004年4月21日  | 一人旅シャラルラン                                  | CD     | AICL-1508（レーベルゲートCD2） | 137位    | ウタタネ         |
| 4th  | 2004年4月21日  | 一人旅シャラルラン                                  | CD     | AICL-1687                      | 137位    | ウタタネ         |
| 5th  | 2004年5月26日  | 万華鏡キラキラ                                      | CD     | AICL-1534（レーベルゲートCD2） | 13位     | ウタタネ         |
| 5th  | 2004年5月26日  | 万華鏡キラキラ                                      | CD     | AICL-1688                      | 13位     | ウタタネ         |
| 6th  | 2005年1月26日  | ホウキ雲                                            | CD     | AICL-1585                      | 12位     | 夢現ファクトリー |
| 7th  | 2005年8月24日  | 三日月ラプソディー                                  | CD     | AICL-1649                      | 67位     | 夢現ファクトリー |
| 8th  | 2006年1月1日   | 20粒のココロ                                        | CD     | AICL-1664                      | 63位     | 夢現ファクトリー |
| 9th  | 2006年3月1日   | ココロビーダマ                                      | CD     | AICL-1732                      | 53位     | 夢現ファクトリー |
| 10th | 2006年4月26日  | 願い                                                | CD     | AICL-1743                      | 41位     | 夢現ファクトリー |
| 11th | 2007年2月28日  | 桜唄                                                | CD+DVD | AICL-1804/5（初回生産限定盤）  | 42位     | BEST STORY       |
| 11th | 2007年2月28日  | 桜唄                                                | CD     | AICL-1806（通常盤）            | 42位     | BEST STORY       |
| 12th | 2007年7月18日  | 蛍火                                                | CD+DVD | AICL-1845/6（初回生産限定盤）  | 36位     | BEST STORY       |
| 12th | 2007年7月18日  | 蛍火                                                | CD     | AICL-1847（通常盤）            | 36位     | BEST STORY       |
| 13th | 2007年10月10日 | WINNER                                              | CD     | AICL-1858                      | 52位     | BEST STORY       |
| 14th | 2008年2月20日  | 首すじライン                                        | CD     | AICL-1916（初回生産限定盤）    | 24位     | 23               |
| 14th | 2008年2月20日  | 首すじライン                                        | CD     | AICL-1917（通常盤）            | 24位     | 23               |
| 15th | 2008年7月23日  | Love Call/あかりのありか                            | CD     | AICL-1953（初回生産限定盤）    | 30位     | 23               |
| 15th | 2008年7月23日  | Love Call/あかりのありか                            | CD     | AICL-1954（通常盤）            | 30位     | 23               |
| 16th | 2009年7月29日  | ぎゅっとして feat. 常田真太郎 (from スキマスイッチ) | CD     | AICL-2029                      | 37位     | BEST STORY       |
| 17th | 2009年11月11日 | ツナイデテ                                          | CD     | AICL-2070                      | 39位     | リズム           |
| 18th | 2010年11月10日 | A Flower                                            | CD     | AICL-2194                      | 48位     | リズム           |

### 配信限定シングル
|     | 発売日         | タイトル                             | 規格                   | 収録作品     |
| --- | -------------- | ------------------------------------ | ---------------------- | ------------ |
| 1st | 2007年11月17日 | Bitter & Sweet                       | デジタル・ダウンロード | 23           |
| 2nd | 2008年12月14日 | ぴんくのクマ                         | デジタル・ダウンロード |              |
| 3rd | 2010年7月7日   | 無題                                 | デジタル・ダウンロード | リズム       |
|     | 2022年3月23日  | 万華鏡キラキラ / ホウキ雲 BESTタッグ | デジタル・ダウンロード |              |
| 4th | 2023年1月27日  | 再愛                                 | デジタル・ダウンロード | RYTHEMの世界 |

### オリジナルアルバム
|     | 発売日        | タイトル         | 規格   | 規格品番                       | オリコン |
| --- | ------------- | ---------------- | ------ | ------------------------------ | -------- |
| 1st | 2004年6月23日 | ウタタネ         | CD     | AICL-1537（レーベルゲートCD2） | 6位      |
| 1st | 2004年6月23日 | ウタタネ         | CD     | AICL-1633                      | 6位      |
| 2nd | 2006年5月24日 | 夢現ファクトリー | CD     | AICL-1746                      | 17位     |
| 3rd | 2008年10月1日 | 23               | CD+DVD | AICL-1962/3（初回生産限定盤）  | 18位     |
| 3rd | 2008年10月1日 | 23               | CD+DVD | AICL-1964（通常盤）            | 18位     |
| 4th | 2010年12月8日 | リズム           | CD+DVD | AICL-2218/9（初回生産限定盤）  | 33位     |
| 4th | 2010年12月8日 | リズム           | CD+DVD | AICL-2220（通常盤）            | 33位     |

### ベストアルバム
|     | 発売日        | タイトル                        | 規格   | 規格品番                       | オリコン |
| --- | ------------- | ------------------------------- | ------ | ------------------------------ | -------- |
| 1st | 2009年8月19日 | BEST STORY                      | CD+DVD | AICL-2034/5（初回生産限定盤A） | 22位     |
| 1st | 2009年8月19日 | BEST STORY                      | CD+DVD | AICL-2036/7（初回生産限定盤B） | 22位     |
| 1st | 2009年8月19日 | BEST STORY                      | CD     | AICL-2038（通常盤）            | 22位     |
| 2nd | 2023年5月21日 | RYTHEMの世界                    | CD     | MHCL30831/3（完全生産限定盤）  | 94位     |
|     | 2023年8月9日  | RYTHEMの世界 (Selected Edition) | 配信   |                                | -        |

### ボックスセット
|     | 発売日        | タイトル                                                                | 規格                  | 規格品番                        | オリコン |
| --- | ------------- | ----------------------------------------------------------------------- | --------------------- | ------------------------------- | -------- |
| 1st | 2011年5月25日 | RYTHEM COMPLETE BOX〜Music of the people, by the people, for the people | 5CD+5DVD+ブックレット | AICL-20011/21（完全生産限定盤） | 68位     |

### 映像作品
|     | 発売日        | タイトル                     | 規格      | 規格品番   | オリコン |
| --- | ------------- | ---------------------------- | --------- | ---------- | -------- |
| 1st | 2004年8月18日 | ウタタネのメ -VIDEO CLIPS 1- | DVD       | AIBL-9096  | 圏外     |
| 1st | 2005年4月13日 | ウタタネのメ                 | UMD MUSIC | AIUL-10002 | 圏外     |
| 2nd | 2006年6月21日 | 夢現ムービー -VIDEO CLIPS 2- | DVD       | AIBL-9144  | 192位    |

## タイアップ一覧
| 年     | 楽曲                                | タイアップ先                                                                                     |
| ------ | ----------------------------------- | ------------------------------------------------------------------------------------------------ |
| 2003年 | ハルモニア                          | テレビ東京系列アニメ『NARUTO-ナルト-』2代目エンディングテーマ                                    |
| 2003年 | てんきゅっ（ニューサマー便）        | テレビ東京系列アニメ『とっとこハム太郎』第1期4代目エンディングテーマ                             |
| 2003年 | ブルースカイ・ブルー                | NHK総合テレビジョン系連続テレビ小説『てるてる家族』主題歌                                        |
| 2003年 | ブルースカイ・ブルー (Instrumental) | NHK総合テレビジョン系連続テレビ小説『てるてる家族』挿入歌                                        |
| 2004年 | 万華鏡キラキラ                      | 日本テレビ系列水曜ドラマ『光とともに…〜自閉症児を抱えて〜』主題歌                                |
| 2005年 | ホウキ雲                            | テレビ東京系列アニメ『焼きたて!!ジャぱん』初代オープニングテーマ                                 |
| 2005年 | 三日月ラプソディー                  | TBS系列紀行ドキュメンタリー番組『世界ウルルン滞在記』2005年8月〜12月度エンディングテーマ         |
| 2006年 | ココロビーダマ                      | テレビ東京系列アニメ『焼きたて!!ジャぱん』6代目エンディングテーマ                                |
| 2006年 | 願い (朝焼けver.)                   | 日本テレビ系列朝の情報番組『ズームイン!!SUPER』2006年3月度天気予報BGM                            |
| 2006年 | 願い                                | 日本テレビ系列朝の情報番組『スッキリ!!』2006年4月度エンディングテーマ                            |
| 2007年 | 桜唄                                | テレビ東京系列アニメ『デルトラクエスト』初代エンディングテーマ                                   |
| 2007年 | 蛍火                                | テレビ東京系列短編アニメ・バラエティ番組『ファイテンション☆スクール』第1クールエンディングテーマ |
| 2007年 | WINNER                              | NHK教育テレビジョン音楽番組『みんなのうた』2007年10月・11月度新曲                                |
| 2008年 | 首すじライン                        | 日活配給系映画『奈緒子』挿入歌                                                                   |
| 2008年 | アイシカタ                          | 日本旅行『赤い風船 卒業旅行』キャンペーンソング                                                  |
| 2008年 | 猫背                                | 日本テレビ系『幸せの食卓』テーマソング                                                           |
| 2008年 | Love Call                           | 日本テレビ系列朝の情報番組『スッキリ!!』2008年7月度エンディングテーマ                            |
| 2008年 | あかりのありか                      | テレビ東京系列ドラマ24『秘書のカガミ』エンディングテーマ                                         |
| 2008年 | Like a Friend                       | フジテレビ系列トークバラエティ番組『グータンヌーボ』2008年10月・11月度エンディングテーマ         |
| 2009年 | TOMATO                              | ハウス食品『完熟トマトのハヤシライスソース』CMソング                                             |
| 2009年 | ツナイデテ                          | 日本テレビ系列水曜ドラマ『ギネ 産婦人科の女たち』エンディングテーマ                              |

## 出演メディア

### テレビ
- 「音時間」（テレビ東京）（2006年4月度マンスリーゲスト）
- 「ミュージックステーション」（テレビ朝日）
- 「HEY!HEY!HEY! MUSIC CHAMP」（フジテレビ）
- 「音楽戦士 MUSIC FIGHTER」（日本テレビ）
- 「MUSIC FAIR 21」（フジテレビ）
- 「スッキリ!!」（日本テレビ）
- 「saku saku」（テレビ神奈川）
- 「ラジかるッ」（日本テレビ）

### ラジオ
レギュラー
- RYTHEMのEnjoy Your Time! (FM愛媛・徳島・くらしき)2006年度放送で終了
- The Nutty Radio Show 鬼玉内「RYTHEMのハモラジ」(NACK5 2005年7月～2006年12月)
- オールナイトニッポンいいネ!内「RYTHEM マイ ダイアリー」(ニッポン放送 2003年3月～2004年3月)
- PARKSIDE JAM (α-STATION・2004年6月＝マンスリーDJ)
- RYTHEMのリズパラ（FM大阪、2007年7月12日～2008年7月31日 ）
- RYTHEMのMチャン（FM AICHI、2008年1月4日～2008年3月28日 ）
- RYTHEMのcollection j.a.m（スターデジオ 2008年10月2日～）

単発
- 「RYTHEMのオールナイトニッポンR」 (ニッポン放送 2004年6月18日、2005年4月15日、12月23日)
- 「ミューコミ」（ニッポン放送）

2007年夏､『ミューコミ・オフ会ツアー with RYTHEM』と題し､パーソナリティーの吉田尚記と一緒に関東近辺でインストアライブを行い、ツアーファイナルを同年7月21日に日比谷公園日比谷野外小音楽堂にて行った。その後も、学校の長期休暇や、ほとんどの土日を使って、関東を中心に全国でのインストアライブを行った。その際に、CDを購入した全ての人と握手、及びサインとシリアルナンバーの入ったカードを手渡しした。

### CM
- 象印マホービン「マイボトルキャンペーン」（2009年）
- ハウス食品「完熟トマトのハヤシライスソース」(2009年）